# Toosie Slide
«Toosie Slide» — сингл канадского рэпера Дрейка. Релиз песни состоялся 3 апреля 2020 года на лейблах Republic Records и OVO Sound. Песня была названа в честь влиятельного в социальных сетях человека, который сделал её «вирусной». Одновременно с песней вышел видеоклип, в котором Дрейк находится на карантине из-за пандемии коронавируса в 2019-20 годах. В видео на нем надеты маска и одноразовые перчатки — это меры предосторожности, принятые во всем мире для сдерживания распространения вируса. Певец также в клипе показывает танец Toosie Slide в своем особняке в Торонто. Песня дебютировала с первого места в чарте Billboard Hot 100, благодаря чему Дрейк стал первым певцом, чьи три сингла смогли дебютировать с вершины данного чарта.

## Предпосылки и продвижение
29 марта 2020 года Toosie, влиятельный человек в социальных сетях, загрузил видео ролик, в котором он с друзьями устраивает танцевальный конкурс под названием Toosie Slide, во время которого как фон звучат отрывки одной песни. Этот танец описали как «новый день для „Cha Cha Slide“» DJ Casper и стал вирусным в сети, после того как Toosie, Hiii Key и дуэт из Мичигана Ayo & Teo выложили ролик на TikTok. Когда видео было опубликовано в других социальных сетях, у людей появилось предположение об возможной причастности Дрейка к ролику. Вскоре он намекнул на готовящийся к выпуску релиз, оставив комментарий под видео: «Я скоро её выпущу, раз уж вы там все по ней с ума сходите.»

## История
Песня была спродюсирована швейцарским продюсером Озаном Йилдиримом, известным под псевдонимом OZ, который ранее сотрудничал с Дрейком и Трэвисом Скоттом при записи Sicko Mode в 2018 году.
В 2019 году он снова работал с Дрейком над треками «Omertà» и «Gold Roses», последний позже стал синглом Рик Росса при участии Дрейка. Также OZ продюсировал трек Фьючера «OZ» при участии Дрейка. Как и в большинстве своих треков, так и в «Toosie Slide» OZ активно использовал сдвоенные тарелки хай-хэт и малые барабаны, а также басовые большие барабаны.

## Отзывы
«Toosie Slide» получила поляризованные отзывы музыкальных критиков и интернет-изданий. Альфонс Пьер из Pitchfork отметил, что, трек стал для Дрейка «строго деловым решением» с учётом мировой обстановки и пандемии.
Мика Питерс из сетевого издания The Ringer очень критично отнёсся к песне, а также к маркетинговым уловкам Дрейка, сравнивая его с тёмным лордом Дарксайдом, персонажем из комикса издательства «DC Comics». Далее Питерс назвал работу продюсера OZ успешной и способной вывести этот трек на первое место в чартах, как и прошлый хит «God’s Plan».
Энн Пауэрс из NPR придерживалась аналогичного мнения, называя песню «немного тривиальным развлечением, которое, вероятно, станет неизбежным хитом в силу её маркетинга и запоминающегося припева».
И наоборот, Джейсон Липшутц из журнала Billboard назвал «Toosie Slide» одним из самых важных релизов недели и сказал, что «Дрейк весьма находчив, чтобы запустить в сети созданный им же новый модный танец в это время, но „Toosie Slide“ также демонстрирует его умение создавать музыку и броские фразы, что помогло ему стать тем, кем он является сегодня». Джессика МакКинни из журнала Complex также причислила песню к списку «Лучшей новой музыки недели», сказав, что песня ссылается на продолжающуюся пандемию коронавируса, заявив, что «её стоит слушать, когда вы едете в машине» или отправились на быструю прогулку по кварталу. Может быть, когда-нибудь мы действительно услышим это в клубе".

## Коммерческий успех
Песня дебютировала на первом месте в американском хит-параде Billboard Hot 100 (в чарте, датированным 18 апреля 2020 года), что позволило Дрейку стать первым певцом-мужчиной в истории этого чарта США с тремя дебютами сразу на его вершине. Ранее такими, дебютирующими в ранге чарттоппера, были синглы «God’s Plan», который возглавил хит-парад 3 февраля 2018 года, и сменивший его же 21 апреля 2018 года на первой позиции хит «Nice for What». В сумме у Дрейка теперь семь песен побывали на вершине чарта. Среди всех музыкантов, также три дебюта на первом месте имеет только Мэрайя Кэри, у которой все три первые её песни сразу попадали не первое место в США (№ 1 в Hot 100): «Fantasy» (1995), «One Sweet Day» (1995) и «Honey» (1997). Также «Toosie» стала 37-м хитом Дрейка, попавшим в лучшую американскую десятку top-10: больше только у Мадонны (38), а позади остались Beatles (34), Рианна (31) и Майкл Джексон (30). Кроме того, песня «Toosie Slide» стала для Дрейка его 101-м хитом в top-40 (улучшение его же рекорда, вторым и третьим следуют Lil Wayne с 82 хитам и Элвис Пресли с 81) и 209-м в сотне лучших. Песня «Toosie Slide» возглавила и другие чарты США, например, Streaming Songs (в восьмой раз, что вдвое выше идущего на втором месте с четырьмя чарттопперами Джастина Бибера), Hot R&B/Hip-Hop Songs (в 20-й раз, сравнявшись с показателями двух икон стиля, Стиви Уандером и Аретой Франклин) и Hot Rap Songs (в 21-й рекордный раз, ещё более опережая идущего на втором месте с 11 чарттопперами Lil Wayne).

## Музыкальное видео
Аккомпанирующее музыкальное видео было выпущено 3 апреля 2020 года и имеет продолжительность 5 минут и 12 секунд. Это было направлено Тео Скудрой. На снимках видно, что Дрейк танцует в своем особняке «The Embassy» в Торонто в маске и перчатках, находясь в карантине, из-за пандемии коронавируса. Он одновременно демонстрирует свой оригинальный танец, имеющий такое же название что и сам трек. В конце рэпер виден снаружи его дома с фейерверком. Видео также отдаёт дань уважения покойному баскетболисту Коби Брайанту. Хореография для видео была создана Toosie, Hiii Key и дуэтом танцоров «Ayo & Teo», которые послали отснятый материал Дрейку. Первоначально танцоры должны были появиться в видео. Тем не менее, планы были свернуты из-за пандемии коронавируса.

## Чарты
| Чарт (2020)                                | Лучшая позиция |
| ------------------------------------------ | -------------- |
| Австралия (ARIA)                           | 3              |
| Австрия (Ö3 Austria Top 40)                | 2              |
| Бельгия/Фландрия (Ultratop 50)             | 6              |
| Бельгия/Валлония (Ultratip Bubbling Under) | 23             |
| Канада (Billboard Canadian Hot 100)        | 2              |
| Чехия (Singles Digitál Top 100)            | 5              |
| Дания (Tracklisten)                        | 1              |
| Эстония (Eesti Ekspress)                   | 2              |
| Финляндия (Suomen virallinen lista)        | 4              |
| Франция (SNEP)                             | 4              |
| Германия (GfK)                             | 2              |
| Греция (IFPI)                              | 1              |
| Венгрия (Single Top 40)                    | 9              |
| Венгрия (Stream Top 40)                    | 3              |
| Исландия (Tonlist)                         | 13             |
| Ирландия (IRMA)                            | 1              |
| Израиль (Media Forest)                     | 9              |
| Италия (FIMI)                              | 7              |
| Латвия (Latvijas Top 40)                   | 17             |
| Литва (AGATA)                              | 2              |
| Малайзия (RIM)                             | 2              |
| Нидерланды (Dutch Top 40)                  | 16             |
| Нидерланды (Single Top 100)                | 2              |
| Новая Зеландия (Recorded Music NZ)         | 1              |
| Норвегия (VG-lista)                        | 4              |
| Португалия (AFP)                           | 1              |
| Румыния (Airplay 100)                      | 56             |
| Шотландия (OCC Scotland)                   | 13             |
| Сингапур (RIAS)                            | 1              |
| Словакия (Singles Digitál Top 100)         | 5              |
| Испания (PROMUSICAE)                       | 39             |
| Швеция (Sverigetopplistan)                 | 3              |
| Швейцария (Schweizer Hitparade)            | 2              |
| Великобритания (OCC UK Singles)            | 1              |
| США (Billboard Hot 100)                    | 1              |
| США (Billboard Dance/Mix Show Airplay)     | 25             |
| США (Billboard Hot R&B/Hip-Hop Songs)      | 1              |
| США (Billboard Pop Airplay)                | 12             |
| США (Billboard Rhythmic)                   | 3              |
| США Rolling Stone Top 100                  | 1              |

## Сертификация
| Регион | Сертификация  | Продажи   |
| --- | ------------- | --------- |
| Австралия (ARIA) | 2× Платиновый | 140 000   |
| Австрия (IFPI Austria) | Золотой       | 15 000    |
| Бельгия (BEA) | Платиновый    | 40 000    |
| Канада (Music Canada) | 4× Платиновый | 320 000   |
| Дания (IFPI Danmark) | Платиновый    | 90 000    |
| Франция (SNEP) | Платиновый    | 200 000   |
| Италия (FIMI) | Платиновый    | 70 000    |
| Новая Зеландия (RMNZ) | Платиновый    | 30 000    |
| Польша (ZPAV) | Платиновый    | 20 000    |
| Португалия (AFP) | 3× Платиновый | 30 000    |
| Великобритания (BPI) | Платиновый    | 600 000   |
| Греция (IFPI Greece) | Платиновый    | 2 000 000 |
| Данные о продажах + прослушиваниях приведены только на основе сертификации. · Данные только о прослушиваниях приведены на основе сертификации. |               |           |